# Index v adresáři webserveru

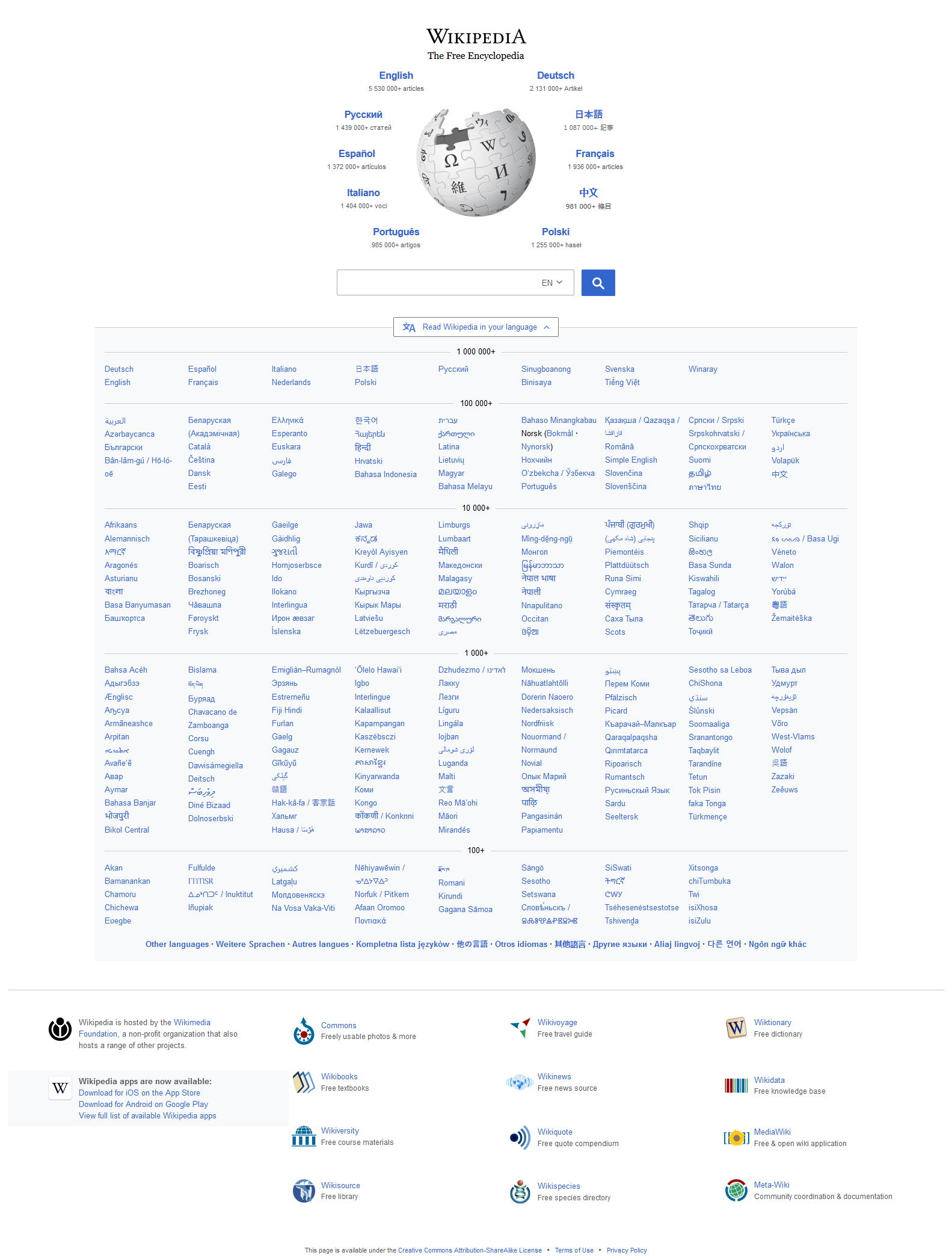
Index v adresáři webserveru na Wikipedii

Index v adresáři webserveru je v informatice soubor určitého jména, který webový server pokládá v daném adresáři za hlavní. Když není ve webovém prohlížeči uvedena konkrétní webová stránka, ale jen adresář, je uživateli odeslána zmíněná hlavní stránka, kterou určuje právě indexový soubor. Díky indexovému souboru není například při přístupu na hlavní stránku určitého webu nutné uvádět i název souboru (stačí např. https://seznam.cz a není potřeba https://seznam.cz/index.html Archivováno 6. 12. 2019 na Wayback Machine.).

## Charakteristika
Typickým názvem indexového souboru je index.html, ale může se lišit podle konkrétního nastavení webového serveru. Pokud není indexový soubor k dispozici a není ani povolen výpis seznamu souborů v adresáři, obdrží webový prohlížeč chybové hlášení (typicky se stavovým HTTP kódem 403).

## Typické příklady indexů
- index.html, index.htm – Hypertext Markup Language
- index.php – jazyk PHP
- index.asp – platforma Active Server Pages